# 北奧羅拉 (伊利諾伊州)
北奧羅拉（英語：North Aurora）是位於美國伊利諾伊州凱恩縣的一個村落。

## 地理
北奧羅拉的座標為41°48′31″N 88°20′31″W / 41.80861°N 88.34194°W，而該地最高點為海拔高度207米（即679英尺）。

## 人口
根據2010年美國人口普查的數據，北奧羅拉的面積為19.39平方千米，當中陸地面積為18.80平方千米，而水域面積為0.59平方千米。當地共有人口16760人，而人口密度為每平方千米864人。